# Plectocomia lorzingii
Plectocomia lorzingii är en enhjärtbladig växtart som beskrevs av Madulid. Plectocomia lorzingii ingår i släktet Plectocomia och familjen Arecaceae.
Artens utbredningsområde är Sumatera. Inga underarter finns listade i Catalogue of Life.